# Javert
Javert es un personaje de la novela de Victor Hugo Los miserables (1862). Es un carcelero y más adelante un policía, que dedicará su vida a hacer cumplir la ley. Es llamado "Javert" o "Inspector Javert" por el narrador y otros personajes a lo largo de la novela; nunca se menciona su nombre de pila. Javert sirve junto con Thénardier´s, uno como el agente de la ley y el otro fuera de ella, como los dos opuestos némesis de la novela del principal personaje, Jean Valjean. Su madre fue adivina y su padre un prisionero.

## Consideraciones generales
Algunos consideran a Javert equivocado pero no de mala índole, aunque su inflexibilidad a lo largo de la novela se mueve en paralelo con la bondad de Jean Valjean. Quienes consideran a Javert erróneo creen que la distinción de pura maldad en la novela corresponde más al codicioso y traicionero Thénardiers. Javert puede considerarse como uno que busca sólo la justicia ciega y se niega a reconocer el arrepentimiento, encarcelando a aquellos que rompen la ley o la libertad condicional, como Jean Valjean.
Otros sin embargo consideran a los Thénardiers, pequeños delincuentes, cuyo impacto negativo real sobre los protagonistas es menor en comparación con los significativos niveles de rencor y actitud implacable de Javert.

## Javert en la novela

### Primera parte: Fantine
Javert nació en una prisión hacia 1780, su madre era adivina y, su padre, convicto. El narrador explica que por eso "pensaba que estaban fuera de la sociedad" y tenía un "odio a la raza de malvivientes donde él fue criado". Condenado a estar fuera de la sociedad normal ya sea como criminal o policía, escogió hacer cumplir la ley y tuvo éxito. Como asistente de guardia en el Bagne de Toulon, vio a Jean Valjean a menudo y señaló su fuerza extraordinaria y su manera de caminar.
Ya en 1815, Valjean vivía bajo el nombre de Monsieur Madeleine y sirviendo como alcalde de un pequeño pueblo, identificado sólo como Montreuil-sur-Mer donde es un fabricante exitoso. Javert llega en 1820 para servir como inspector de la policía local donde Valjean lo reconoce y evita. Pero Javert sospecha de la identidad de Madeleine y se convence cuando ve a Madeleine demostrar una fuerza extraordinaria levantando un carro cargado sobre un hombre atrapado debajo.
Madeleine también antagoniza con Javert por impedir su intento de detención de Fantine, una prostituta detenida por peleas en la calle. Javert decide denunciar Valjean como exconvicto, pero aprende de las autoridades parisinas que ya han detenido a una persona que se hace llamar Champmathieu quienes creen que es Valjean y ya han identificado varios ex convictos como Valjean. Javert va a Arras para ver Champmathieu y él cree que es el verdadero Valjean.
Visita a Madeleine y le pide despedirlo de la policía porque él "ha fallado en respeto y en la forma más grave a un magistrado" por sospechar de Madeleine. Madeleine dice: "vas a decir que yo podría haber dado en mi renuncia, pero que no es suficiente. Entregar su dimisión es honorable. Yo he fallado en mi deber; debo ser castigado". Se condena largamente: "si no fuera grave hacia mí mismo, toda la justicia que he hecho sería injusticia" y pide ser despedido. Madeleine se niega a condenarlo y lo llama "un hombre de honor".
Madeleine viaja a la Corte en Arras, revela su identidad en defensa de Champmathieu. Regresa a donde Javert le arresta a la mañana siguiente al lado de la cama de hospital de Fantine. Valjean pide tres días con la hija de Fantine, Cosette, pero Javert niega esa solicitud. Cuando revela la verdadera identidad de Madeleine, Fantine muere. Valjean se escapa de la cárcel, más tarde es recapturado y vuelve a las Galeras de donde escapa a los pocos meses, aunque las autoridades piensan que se ha ahogado.

### Segunda parte: Cosette
Su buena memoria y actitud de Javert lo recomiendan a la policía parisina, y es reclutado para ser inspector en la capital. Javert es informado de la muerte presunta de Valjean (que este último había fingido durante su última fuga) poco después de que sucediera.
En el año 1824, Javert oye de un presunto secuestro, un niño de la pareja que mantuvo. Se supone que han tenido lugar en Montfermeil (Valjean fue capturado allí), visita los Thénardiers, pero Thénardier no quiere involucrarse con la policía y le dice a Javert que la niña fue traída por su abuelo y que vio el pasaporte del hombre.
Javert vuelve a París, se siente un idiota. En marzo, oye de un hombre apodado "El mendigo que da limosna". Curioso, él toma el lugar de un viejo mendigo convertido en espía de la policía y reconoce a Valjean cuando le da limosna. Sigue a Valjean a un sombrío suburbio parisino donde alquila una habitación en Gorbeau House. Aunque él no logra echar otro vistazo a Valjean, sigue a Cosette cuando escapan luego de que Valjean reconoce a Javert.
Evade su captura por subir sobre el muro de un convento, levantando a Cosette sobre la pared con una cuerda. Javert es confundido; tras días de búsqueda que no traen nada, se da por vencido.

### Tercera parte: Marius
En 1832, Javert aparece de nuevo liderando un escuadrón de policías durante la captura de una banda que había aterrorizado París durante años. Los Thénardiers, que han perdido su pensión, también se han trasladado a París y viven en Gorbeau House, donde se han asociado con la pandilla. Javert no reconoce a Valjean en el venerable caballero anciano que los Thénardiers estaban a punto de torturar, con la intención de extorsionarlo.
Cuando Marius Pontmercy ve que la pandilla captura a Valjean, informa a la policía y aparece el inspector Javert. Este le entrega dos pistolas, con las que disparar una señal cuando él y su equipo deban entrar en el edificio. Javert no tiene la oportunidad de reconocer a Valjean al salvarlo de la banda; sin embargo Valjean, que reconoce a Javert casi de inmediato, escapa rápido por la ventana de la buhardilla donde tenía lugar la confrontación.

### Cuarta parte: St. Denis
Durante los disturbios de junio de 1832, Javert trabaja encubierto, se une a un grupo de revolucionarios en su barricada, para reunir información. Armado con un rifle descargado inútil, participa en los preparativos para la batalla sin hablar una palabra a nadie. Gavroche, un niño de la calle, lo reconoce como un policía y le denuncia. Los rebeldes atan a Javert a un poste en el pub fuera del cual se ha levantado su barricada.

### Parte cinco: Jean Valjean
Valjean, después de realizar una hazaña en disparos que salva la barricada de la destrucción inmediata sin derramamiento de sangre, solicita a Enjolras, el líder del movimiento revolucionario, el privilegio de matar al agente de policía. Conduce a Javert a una calle lateral. Allí, en vez de matarlo, le implora que corra y se salve a sí mismo. También imparte a Javert su discurso, en el caso improbable de que sobrevive a la sublevación.
Valjean dispara al aire y vuelve a la barricada, donde todo el mundo cree que el policía está muerto. Marius, que no vio a Javert en la sublevación, es rescatado de la muerte al ser retirado de la barricada por una alcantarilla.
La alegría de Valjean de estar fuera de la alcantarilla no duró mucho. Mientras lucha por recuperarse y reflexiona sobre qué hacer con el joven inconsciente, sangrando, se da cuenta de que es observado por una figura alta, que, como era de esperar, resulta ser Javert. Esto es casi demasiado; Javert toma mucho tiempo para examinar al hombre sucio de la alcantarilla y está satisfecho de que él sea, en efecto, Valjean.
Lejos de intentar evadir al arresto, Valjean repite que está dispuesto a rendirse, pero le pide ayuda de Javert para entregar al herido a su familia. Javert acepta, va a la dirección de la familia de Marius.
Durante el viaje, Javert se encuentra por primera vez en su vida, en una pérdida completa. Por un lado, no puede permitir a Valjean salir en libertad pero no puede olvidar que Valjean salvó su vida en lugar de dispararle y rescata a otro hombre sin ningún beneficio personal. Después de que entregan a Marius a casa de su abuelo, Valjean pide una oportunidad para decir adiós a Cosette. Javert acepta; llegan a casa de Valjean y Javert dice que esperará a Valjean abajo. Sin embargo, cuando Valjean mira por la ventana, Javert se ha ido.
Javert deambula las calles en agitación emocional: su mente no puede conciliar la imagen que había llevado a través de los años de Valjean como un exconvicto brutal con sus actos de bondad en las barricadas. Ahora, Javert no puede justificarse dejar ir a Valjean ni detenerlo. Por primera vez en su vida, se enfrenta a una situación donde no puede actuar legalmente sin ser inmoral y viceversa. Incapaz de encontrar una solución y horrorizado, decide ahogarse en el río Sena.

## Javert en el musical
Vea también:  (musical)Musical Synposis
En  stage musical de  Les Misérables, Javert es un personaje central, el primero en cantar su carácter es en gran parte sin cambios, excepto por la adición de fuertes motivaciones religiosas que están ausentes de la novela de Hugo.

## Adaptaciones
Desde la publicación original de Les Misérables en 1862, el carácter de Javert ha estado en un gran número de adaptaciones en numerosos tipos de medios de comunicación basada en la novela.

## Personajes modelado en Javert
El teniente Philip Gerard de la serie de televisión El fugitivo se basa en el personaje de Javert.
Es probable que Javert inspiró la creación del Sheriff Gus Abrams (Wade Williams), de Bones Temporada 5, Episodio 20: La bruja en el armario.
El inspector de policía Heinrich Lunge, personaje del manga Monster escrito por Naoki Urasawa, así como de su adaptación animada, puede ser comparado con Javert. Esta analogía se ve en la obsesión de Lunge con el doctor Tenma durante la primera parte de la serie, que puede ser comparada con la de Javert hacia Jean Valjean.